# Buelliella lecanorae
Buelliella lecanorae är en lavart som beskrevs av Suija & Alstrup 2004. Buelliella lecanorae ingår i släktet Buelliella, klassen Dothideomycetes, divisionen sporsäcksvampar och riket svampar.   Inga underarter finns listade i Catalogue of Life.